# Michel Ramus
 (juin 2025).
Michel Ramus est né le 1er décembre 1758 à Lyon (Rhône) et est mort le 3 novembre 1827 à Neuvy-Grandchamp.

## Biographie
Industriel, homme d'affaires et politicien. À partir de 1782 il participa à la construction, par Ignace de Wendel, de la Fonderie royale de Montcenis (Le Creusot). Il fut le premier maire du Creusot.